# 萊昂·夏爾·戴維南

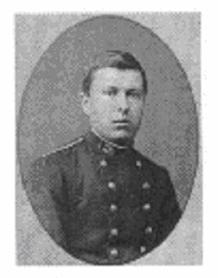
戴维南

莱昂·夏尔·戴维南（Léon Charles Thévenin，1857年3月30日—1926年9月21日）是法國的電信工程師。他利用歐姆定律來分析複雜電路。

## 生平
戴維南出生於法國莫城，1876年畢業於巴黎綜合理工學院。1878年他加入了電信工程軍團（即法國PTT的前身），最初的任務為架設地底遠距離的電報線。
1882年成為巴黎高等電信學校的講師，讓他對電路測量問題有了濃厚的興趣。在研究了基爾霍夫電路定律以及歐姆定律後，他發現了著名的戴維南定理，用於計算更為複雜電路上的電流。
此外，在擔任巴黎高等電信學校電信學院的院長後，他也常在校外教授其他的學科，例如在國立巴黎農學院教機械學。1896年他被聘為電信工程學校的校長，隨後在1901年成為電信工坊的首席工程師。